# Gonçalves de Magalhães
Domingos José Gonçalves de Magalhães, o Visconde do Araguaia, (Rio de Janeiro, 13 de agosto de 1811 – Roma, 10 de julho de 1882) foi um poeta, filósofo e diplomata brasileiro. Como poeta, é popularmente lembrado pelo seu livro Suspiros poéticos e saudades, publicado em 1836 e considerado o marco inicial do romantismo no Brasil. É lembrado também pela sua epopeia Confederação dos Tamoios, publicada em 1857, que provocou uma grande polêmica crítica da qual se envolveram José de Alencar e o imperador Pedro II.
Além da sua atividade literária, foi um proeminente diplomata e filósofo. Como diplomata, participou de missões na França, Itália, Vaticano, Argentina, Uruguai e Paraguai, além de ter representado a província do Rio Grande do Sul na sexta Assembleia Geral. Como filósofo, é considerado por historiadores como o primeiro expoente brasileiro a construir uma obra original.
É o patrono da cadeira n. 9 da Academia Brasileira de Letras, fundada por Carlos Magalhães de Azeredo.

## Biografia
Nascido em agosto de 1811 na cidade brasileira do Rio de Janeiro, filho de Pedro Gonçalves de Magalhães Chaves.
Em 1828, ingressou no curso de medicina, diplomando-se em 1832. No mesmo ano estreou com "Poesias" e, no ano seguinte, parte para a Europa, com a intenção de se aperfeiçoar em medicina.
Ao retornar ao Brasil, em 1838 é nomeado professor de Filosofia do Colégio Pedro II no Rio de Janeiro, tendo lecionado por pouco tempo.
De 1838 a 1841 foi secretário de Caxias no Maranhão e de 1842 a 1846 no Rio Grande do Sul. Em 1847 entrou para a carreira diplomática brasileira. Foi Encarregado de Negócios nas Duas Sicílias, no Piemonte, na Rússia e na Espanha; ministro residente na Áustria; ministro dos Estados Unidos, Argentina e na Santa Sé, onde faleceu no ano de 1882.

## Romantismo

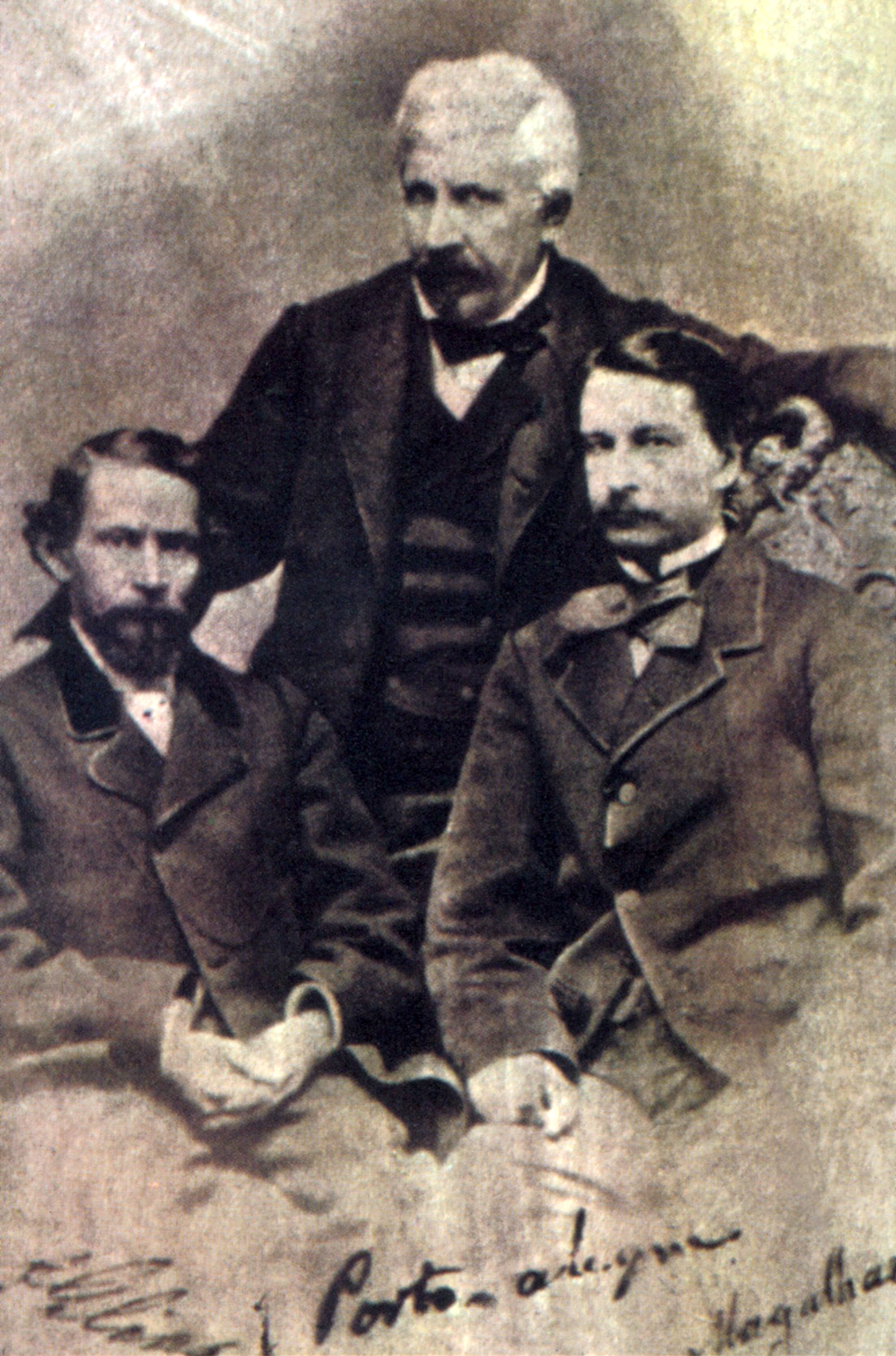
Três renomados escritores brasileiros do século XIX. Da esquerda para direita: Gonçalves Dias, Manuel de Araújo Porto-Alegre e Gonçalves de Magalhães (1858).

Recém-formado em Medicina, viaja para a Europa, onde entra em contato com as ideias românticas, fator essencial para a introdução do movimento no Brasil.
Sua importância está no fato de ter sido o introdutor do romantismo no Brasil, não obstante suas obras serem consideradas fracas pela crítica literária. Embora fosse voltado para a poesia religiosa, como fica claro em Suspiros poéticos e saudades, também cultivou a poesia indianista de caráter nacionalista, como no poema épico A Confederação dos Tamoios (esta obra lhe valeu agitada polêmica com José de Alencar, relativa à visão de cada autor sobre o índio), ambas bastante fantasiosas.
Em contato com o romantismo francês, publicou em 1836 seu livro "Suspiros poéticos e saudades", cujo prefácio valeu como manifesto para o romantismo brasileiro, sendo por isso considerado o iniciador dessa escola literária no país. Em parceria com Araújo Porto-Alegre e Torres Homem, lançou a revista "Niterói", no mesmo ano. Introduziu ali seus principais temas poéticos: as impressões dos lugares que passou, cidades tradicionais, monumentos históricos, sugestões do passado, impressões da natureza associada ao sentimento de Deus, reflexões sobre o destino de sua Pátria, sobre as paixões humanas e o efêmero da vida. Ele reafirma, dentro de um ideal religioso, que a poesia tem finalidade moralizante, capaz de ser instrumento de elevação e dignificação do ser humano, condenando o estilo mitológico.
Ao retornar ao Brasil, em 1837, é aclamado chefe da "nova escola" e volta-se para a produção teatral, que então era renovada com a produção de Martins Pena e os desempenhos de João Caetano. Escreve duas tragédias: "Antônio José" ou "O poeta e a Inquisição" (1838) e "Olgiato" (1839).
Apesar de suas ideias, várias vezes as traiu por conta de sua formação neoclássica. O poema épico "Confederação dos Tamoios" foi escrito nos moldes de O Uraguai, retornando assim ao arcadismo. Esse fato gerou grande polêmica, tendo sido atacado por José de Alencar e defendido por Monte Alverne e pelo imperador Dom Pedro II.
Foi pai de Antônio José Gonçalves de Magalhães de Araguaia, nascido cerca de 1858, que recebeu o título de "Conde de Araguaia", concedido pela Santa Sé.

## Psychologia e Physiologia
Segundo Marina Massimi, Magalhães foi um dos precursores do ensino da psicologia no Brasil, quando essa ciência ainda se iniciava, transitando entre os estudos parapsicológicos e psicopatológicos. Professor do curso “Lições de Philosophie” (1837) do Colégio Imperial Pedro II com dois livros publicados sobre o tema (Os fatos do espírito humano, de 1865, e A alma e o cérebro, estudos de Psychologia e Physiologia, de 1876), típicos exemplares da influência francesa de filosofia espiritualista, segundo a autora.
Em 1875, uma tese sobre o mesmo tema foi examinada pela banca e sumariamente recusada. Tratava-se da tese de conclusão de curso intitulada Funcções do cérebro de Domingos Guedes Cabral. Tal rejeição não foi aceita pelos alunos pois que, no ano seguinte, imprimiu-se em livro a referida tese vinculada às teorias darwinistas. Apesar de não se ter localizado uma manifestação específica de sua posição quanto a esse acontecimento, como se tem das questões indigenistas e especificamente sobre a “Confederação dos tamoyos”, é evidente que se posicionava pela impossibilidade de redução das faculdades intelectuais e morais do homem frente ao conhecimento prévio da natureza e dos animais.
Apesar do seu erro de imaginar que mesmo nas teorias sobre os múltiplos centros de decisão e pensamento de Franz Joseph Gall (1758—1828) e outros frenologistas se anularia “ser único que em nós pensa, e que repele a anarquia de tantas forças primitivas” e que ao se tomar o estudo dos animais para melhor compreensão dos processos fisiológicos humanos no que concerne ao estudo do cérebro, estaríamos negando a especificidade da consciência tida como identidade do “eu”, e ação da vontade e força motriz vital, Magalhães primava pelo estudo da moral e da sociedade. A psicologia, entendida como o estudo filosófico do conhecimento do homem, e a fisiologia, o seu estudo orgânico hierarquicamente subordinados, a seu ver, à frenologia, endossava as teorias fatalistas (contra o livre-arbítrio), segundo as quais o homem estaria submetido “ao império do destino”, “que ora o fixa ao escolho como uma ostra inerte, ora o eleva em turbilhão como a poeira”.
Massimi, analisando o processo de substituição do conceito de "Alma" pelo estudo do "Eu", proposta pelos espiritualistas em refutação à impossibilidade de conhecer a subjetividade identificada por teóricos organicistas, destaca a posição de Gonçalves de Magalhães de deixar de lado as causas ocultas dos fenômenos internos da mesma forma que se pode estudar os fenômenos físicos sem entrar na indagação sobre a natureza íntima da matéria.

## Obras
- Poesias (1832)
- Suspiros poéticos e saudades, poesia (1836) — Considerada a obra inaugural do romantismo brasileiro
- Discurso sobre a história da literatura do Brasil, manifesto publicado na revista Nictheroy (1836)
- Antônio José ou O poeta e a Inquisição, peça de teatro (1838)
- A confederação dos Tamoios, poema épico (1856)
- Os mistérios, poesias (1857)
- Os fatos do espírito humano, tratado filosófico (1858)[8] — Considerada obra pioneira da filosofia no Brasil[9]
- Os indígenas do Brasil perante a História (1860)
- Urânia, poesias (1862)
- Cânticos fúnebres, poesias (1864)
- A alma e o cérebro, ensaios (1876)
- Comentários e pensamentos (1880)
- Poesias avulsas (1864)

## Títulos e honrarias

### Títulos
- 17 de julho de 1872 – 12 de agosto de 1874: Barão do Araguaia - Título conferido por decreto imperial em 17 de julho de 1872. Faz referência ao rio Araguaia, que em tupi significa rio do vale dos papagaios.
- 12 de agosto de 1874 – 10 de julho de 1882: Visconde do Araguaia - Título conferido por decreto imperial em 12 de agosto de 1874.

### Honrarias
- Comendador da Imperial Ordem de Cristo
- Comendador da Ordem de São Francisco I de Nápoles
- Dignitário da Imperial Ordem da Rosa
- Oficial da Imperial Ordem do Cruzeiro